# Ель-Саусаль
Ель-Саусаль (ісп. El Sauzal) — муніципалітет в Іспанії, у складі автономної спільноти Канарські острови, у провінції Санта-Крус-де-Тенерифе, на острові Тенерифе. Населення — 8930 осіб (2010).
Муніципалітет розташований на відстані близько 1760 км на південний захід від Мадрида, 17 км на захід від Санта-Крус-де-Тенерифе.
На території муніципалітету розташовані такі населені пункти: (дані про населення за 2010 рік)
- Равело: 3599 осіб
- Саусаль: 5331 особа

## Демографія
Динаміка населення (INE ):

## Галерея зображень

Розташування муніципалітету на острові Тенерифе